# زکی رضا اسپورل
زکی رضا اسپورل (ترکی استانبولی: Zeki Rıza Sporel; ۲۸ فوریهٔ ۱۸۹۸ – ۳ نوامبر ۱۹۶۹) بازیکن فوتبال و روزنامه‌نگار اهل ترکیه بود.
از باشگاه‌هایی که در آن بازی کرده‌است می‌توان به باشگاه فوتبال فنرباغچه اشاره کرد.
وی همچنین در تیم ملی فوتبال ترکیه بازی کرده‌است.